# Port lotniczy Koszyce

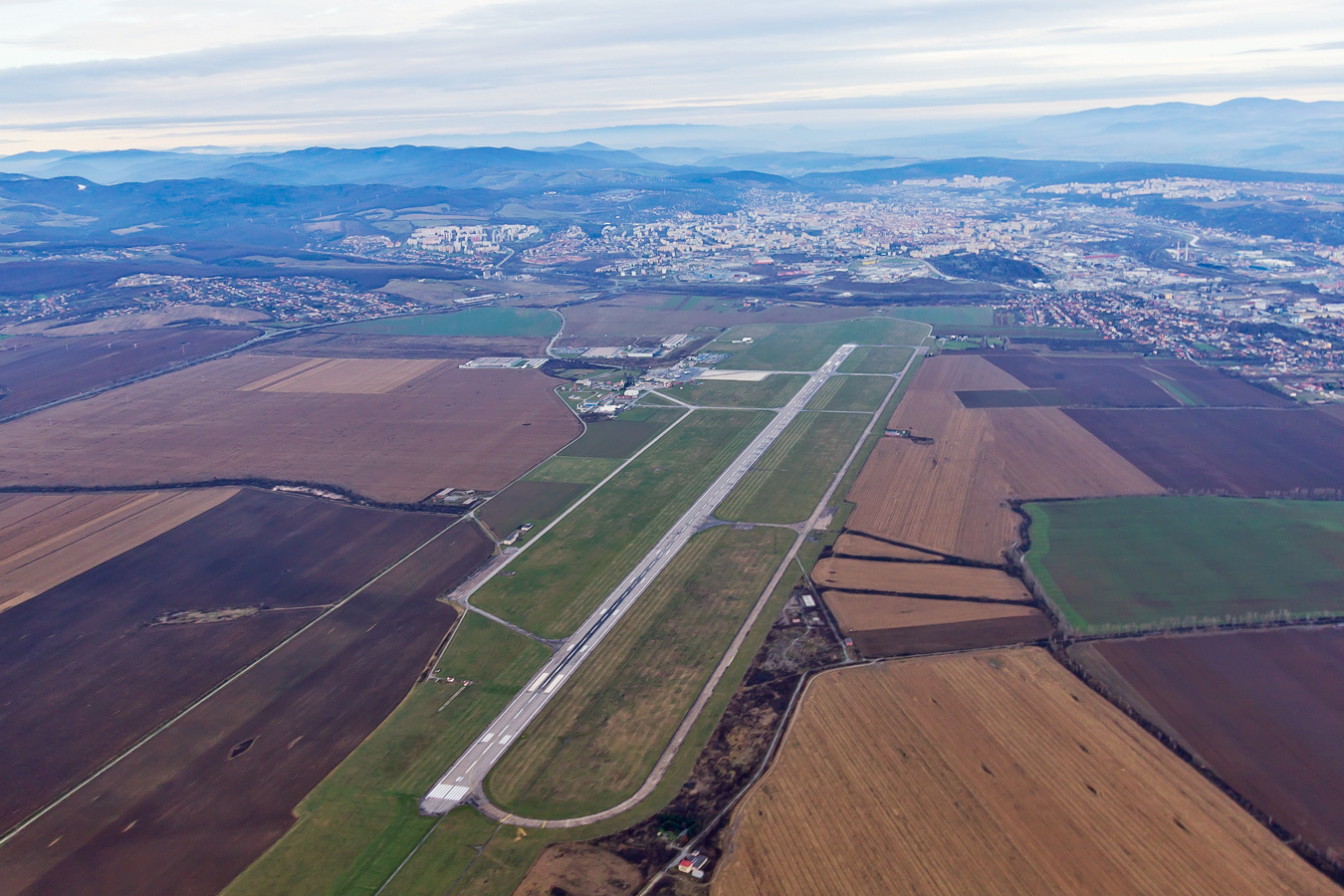
Lotnisko w Koszycach z lotu ptaka

Międzynarodowy port lotniczy Koszyce (słow.: Medzinárodné letisko Košice, IATA: KSC, ICAO: LZKZ) – port lotniczy drugiego pod względem wielkości miasta na Słowacji, Koszyc, położony około 6 kilometrów na południe od centrum miasta, w powiecie Koszyce IV, w dzielnicy Barca, na wysokości 230 m n.p.m.
Port posiada jeden pas startowy od długości 3100 metrów oraz szerokości 45 m. Wyposażony jest w system ILS kategorii 2 (CAT II) na kierunku 01.
Z lotniska w 2015 skorzystało ponad 410 tysięcy pasażerów. W tym 295 691 pasażerów w ruchu regularnym (+26% vs. 2014) oraz 114 758 pasażerów w ruchu czarterowym (-6% vs. 2014 r.). W 2015 wykonano 8426 operacji lotniczych (+13% vs. 2014) oraz odprawiono 253 tony frachtu (+205% vs. 2014). 
Kolejny rok skutkował poprawą statystyk. Odprawiono ponad 436 tysięcy osób (+6,4% vs. 2015). Wykonano 9364 operacji lotniczych (+11% vs. 2015) oraz odprawiono 88 ton frachtu (-65% vs. 2015). 
2017 rok to kontynuacja wzrostów. Odprawiono ok. 500 tysięcy pasażerów (+13,7% vs. 2016). W tym ok. 373 tysiące w ruchu regularnym (+7% vs. 2016) oraz ok. 121 tysięcy w ruchu czarterowym (+41,3% vs. 2016). Wykonano również o 13,8% więcej operacji lotniczych (10 662) w stosunku do 2016. Jednocześnie przetransportowano 106 ton frachtu (+20,5% vs. 2016 r.). 
Dane za pierwszy kwartał 2018 r. zapowiadały kolejny rekordowy rok. W ciągu trzech miesięcy odprawiono 20% więcej pasażerów w porównaniu z pierwszym kwartałem 2017. Z lotniska skorzystało ponad 92 tysiące osób, z czego w marcu ponad 33 tysiące (+17% vs. marzec 2017). Na stan statystyk wpływały nowe połączenia. 
Port lotniczy powstał w tym miejscu w roku 1954, a pierwsze loty do Pragi ruszyły w 1955. W latach 1974–1977 wydłużono pas startowy o 1100 metrów.

## Terminal
Obecny terminal został wybudowany w latach 2001-2004. Powierzchnia użytkowa terminalu wynosi 4569 m², w tym 3530 m² przeznaczone jest dla pasażerów. W terminalu znajduje się 8 stanowisk odprawy check-in, 6 gate'ów oraz dwie hale przylotów. Przepustowość roczna terminalu wynosi 800 tys. pasażerów.

## Linie lotnicze i połączenia[9][10]
| Linia lotnicza    | Kierunek |
| ----------------- | --- |
| Air Cairo         | Sezonowe czartery: 1. Marsa Matruh                                                                                              |
| Austrian Airlines | 1. Wiedeń |
| Bulgaria Air      | Sezonowe czartery: 1. Burgas |
| Corendon Airlines | Sezonowe czartery: 1. Antalya                                                                                                   |
| Freebird Airlines | Sezonowe czartery: 1. Antalya                                                                                                   |
| LOT               | 1. Warszawa-Chopin |
| Ryanair           | 1. Dublin 2. Liverpool 3. Londyn-Stansted 4. Praga Sezonowo: 1. Zadar                                                           |
| Sky Alps          | Sezonowe czartery: 1. Brač |
| Smartwings        | Sezonowo: 1. Burgas 2. Heraklion 3. Larnaka 4. Palma 5. Rodos 6. Zakintos Sezonowe czartery: 1. Antalya 2. Hurghada 3. Monastyr |
| SWISS             | 1. Zurych |
| Tailwind Airlines | Sezonowe czartery: 1. Antalya                                                                                                   |
| Wizz Air          | 1. Londyn-Luton |